# Jacqueline Payne Marone
Jacqueline Payne Marone is een personage uit de Amerikaanse soapserie The Bold and the Beautiful. De rol wordt sinds 2003 gespeeld door de Britse actrice Lesley-Anne Down.

## Personagebeschrijving
Jacqueline is de moeder van Nick Marone, ze had jaren geleden een affaire met Massimo Marone en kreeg een kind met hem, maar Massimo heeft nooit van zijn bestaan geweten tot 2003. Jackie dacht dat Massimo haar en haar zoon niet wilde en deed alsof het kind van haar toenmalige man Frank Payne was. Nadat Jackie zich in LA vestigde begon ze te flirten met Eric Forrester, maar de relatie werd niet serieus en nadat Frank Payne had gelogen tegen Jackie en dat Massimo wel een leven met haar wilde verenigde het oude liefdespaar zich. De twee trouwden, maar het geluk duurde niet lang en Jackie vond dat ze in een gouden kooi beland was.
Toen Brooke zwanger was van Nick (na een vaderschapstest) was Jackie door het dolle heen omdat ze Brooke graag als schoondochter wilde hebben. Brooke scheidde van Ridge om bij Nick te zijn. Intussen kwam dokter Paxson naar Jackie met de mededeling dat er een fout begaan was in het lab en dat de identiteit van de vader nog steeds een mysterie was. Ze ging het ook aan Brooke vertellen, maar kreeg een dodelijk ongeluk op weg naar haar. Jackie was vastbesloten om de waarheid te vertellen maar toen ze zag dat Nick dolgelukkig was met zijn ongeboren kind verzweeg ze de waarheid. Deacon Sharpe kwam hierachter en samen met hem deed Jackie een nieuwe test, ervan uitgaande dat Nick de vader moest zijn. Terwijl ze op de resultaten wachtten werd Jackie dronken en daar maakte Deacon misbruik van en ze belandden in bed. Ridge bleek de vader te zijn en nadat aan het licht kwam dat Jackie op de hoogte was gooide Massimo haar buiten. Intussen had hij haar wel Jackie M cadeau gedaan, een kledingketen.
Toen Massimo ontdekte dat Jackie een relatie had met Deacon kreeg hij een beroerte. Deacon kwelde hem terwijl hij in de rolstoel zat en Massimo was vastbesloten om zich te wreken. Nadat hij herstelde zorgde hij ervoor dat Deacon terug aan de drank raakte en de stad voorgoed verliet.
Jackie ontmaskerde Stephanie toen ze een hartaanval veinsde zodat Ridge en Taylor zouden trouwen. Iedereen liet Stephanie vallen en Eric scheidde van haar. Eric en Jackie groeiden naar elkaar toe, maar dan trouwde Eric halsoverkop met Brooke voor Bridget zodat ze zich geen zorgen moest maken om de gevoelens van Nick voor haar moeder. Eric vroeg Jackie om vergiffenis en scheidde weer van Brooke. Intussen was Felicia Forrester terug in LA en zij had kanker en haar laatste wens was dat haar ouders weer samen zouden trouwen. Eric en Stephanie gingen akkoord en Eric deed zelfs Jackie een huwelijksaanzoek, hij zou met haar trouwen zodra Felicia overleden was. Felicia genas echter en Eric moest nu kiezen, Jackie trok zich terug omdat ze vond dat Eric bij zijn familie moest zijn.
Dit betekende echter niet dat Stephanie en Jackie met elkaar konden opschieten. Ze hadden vaak ruzie en één keer liep dit uit de hand. Stephanie gooide Jackie over het balkon in het Forrester-huis en ze belandde in coma. Donna Logan had dit gezien en lichtte Nick in. Hij stelde Stephanie voor om Forrester Creations aan hem te geven zodat hij de politie er niet zou bijhalen, Stephanie ging met tegenzin akkoord.
Nick ontdekte dat toen hij nog jong was zijn moeder een prostitute was en hij bande haar uit zijn leven. Nadat hij in therapie ging bij Taylor kon hij Jackie vergeven. Stephanie maakte het nieuws over Jackie bekend tijdens een modeshow in de hoop dat Nick zo het bedrijf zou teruggeven. Het liep echter niet zoals ze dacht en Jackie kreeg sympathie omdat ze zich prostitueerde om zo rond te komen en haar zoon te onderhouden. Eric was woedend op Stephanie omdat ze al deze informative over Jackie onthulde. Jackie probeerde Eric opnieuw te verleiden, maar slaagde daar niet in. Stephanie's zus Pamela Douglas probeerde haar zus te helpen door Jackie buiten te gooien.
Nadat Nick probeerde om de lingerielijn van Brooke's Bedroom opnieuw te lanceren en dit mislukte besloot hij om het bedrijf opnieuw aan Eric te verkopen, op voorwaarde dat Stephanie er geen deel van zou uitmaken. Jackie nam samen met Clarke Garrison Spectra over nadat Sally Spectra besloten had het bedrijf te verkopen.